# La Chapelle-du-Mont-du-Chat
La Chapelle-du-Mont-du-Chat è un comune francese di 254 abitanti situato nel dipartimento della Savoia della regione dell'Alvernia-Rodano-Alpi.

## Società

### Evoluzione demografica
Abitanti censiti